# Ibitiruna araponga
Ibitiruna araponga là một loài bọ cánh cứng trong họ Cerambycidae.